# Shiner
Shiner is een plaats (city) in de Amerikaanse staat Texas, en valt bestuurlijk gezien onder Lavaca County.

## Demografie
Bij de volkstelling in 2000 werd het aantal inwoners vastgesteld op 2070.
In 2006 is het aantal inwoners door het United States Census Bureau geschat op 2021, een daling van 49 (-2,4%).

## Geografie
Volgens het United States Census Bureau beslaat de plaats een oppervlakte van
6,3 km², geheel bestaande uit land. Shiner ligt op ongeveer 109 m boven zeeniveau.

## Plaatsen in de nabije omgeving
De onderstaande figuur toont nabijgelegen plaatsen in een straal van 32 km rond Shiner.